# 佳能 EF 28mm 鏡頭
佳能 EF 28mm 鏡頭是一系列由佳能公司生產的定焦鏡頭，一共有下列幾種型號。
- Canon EF 28mm f/2.8
- Canon EF 28mm f/1.8 USM

當28mm鏡頭用於佳能數碼EOS系列的APS-C幅面機身（如佳能 EOS 550D）時，28毫米的視角會變窄，其等效於全幅機身上的45mm視角（乘以系數1.6）。當用於APS-H幅面機身（如佳能 EOS-1D Mark IV）時，其等效於全幅機身的36毫米視角（乘以系數1.3）。